# Speedphone
Unter der Bezeichnung Speedphone vertreibt die Deutsche Telekom DECT-GAP-Schnurlostelefone zum Betrieb an den Speedport-Router-Modellen mit eingebauter DECT-Basisstation.
Einige Modelle sind auch in den Versionen „mit Basis“ und „mit Basis und Anrufbeantworter“ (bzw. unter dem Produktnamen „Sinus“ mit Basis und dem Produktnamen „Sinus A“ mit Basis und Anrufbeantworter) erhältlich. Diese Modelle besitzen zusätzlich eine eigene DECT-Basisstation (mit Anrufbeantworter) zum Anschluss an den analogen Telefonanschluss bzw. an Router oder Telefonanlagen ohne integrierter DECT-Basisstation.

## Kompatibilität
Die meisten Speedphones sind CAT-iq 2.0-zertifiziert. Sie sind für den Betrieb an einem ebenfalls durch die Telekom vertriebenen Speedport-Router mit eingebauter DECT-Basisstation geeignet, können aber auch an anderen Routern mit CAT-iq 2.0-Basisstation und anderen DECT-Basisstationen betrieben werden, dort allerdings teils mit Funktionseinschränkungen. Speedphones mit eigener DECT-Basisstation können an analogen Telefonanschlüssen sowie an Telefonanlagen und Routern mit Anschlussmöglichkeiten für analoge Telefone betrieben werden.
Mit den Speedphones kann der Netzanrufbeantworter der Telekom (SprachBox) genutzt werden. An Speedphones mit Basis und Anrufbeantworter steht ein lokaler Anrufbeantworter in der Basisstation des Telefons zur Verfügung. Mit Anrufbeantwortern in fremden Basisstationen oder anderen Routern sind die Speedphones nicht vollständig kompatibel.

## Modelle

### Aktuell durch die Telekom vertriebene Modelle
Das Speedphone 12 ist ein CAT-iq 2.0-zertifiziertes DECT-Telefon mit Ladestation, welches an einem Speedport-Router mit eingebauter DECT-Basisstation angemeldet wird; es ist unter dem Namen Sinus 12 auch in einer Version mit eigener DECT-Basisstation erschienen; Hersteller ist das Unternehmen VTech. Das Speedphone 12 ist das Nachfolgemodell des Speedphone 11.
Das Speedphone 32 ist ein CAT-iq 2.0-zertifiziertes DECT-Telefon mit Ladestation, welches an einem Speedport-Router mit eingebauter DECT-Basisstation angemeldet wird; es ist unter dem Namen Sinus A32 auch in einer Version mit eigener DECT-Basisstation mit Anrufbeantworter erschienen; Hersteller ist das Unternehmen VTech. Das Speedphone 32 ist das Nachfolgemodell des Speedphone 31. Das Speedphone 32 ist hörgerätekompatibel, hat einen Kopfhöreranschluss und besitzt vier Direktwahltasten.
Das Speedphone 52 ist ein CAT-iq 2.0-zertifiziertes DECT-Telefon mit Ladestation, welches an einem Speedport-Router mit eingebauter DECT-Basisstation angemeldet wird; Hersteller ist das Unternehmen VTech. Das Speedphone 52 ist das Nachfolgemodell des Speedphone 51. Das Speedphone 52 ist hörgerätekompatibel und hat eine eingebaute Bluetooth-Schnittstelle für eine Headsetanbindung.

### Vertrieb durch die Telekom eingestellt

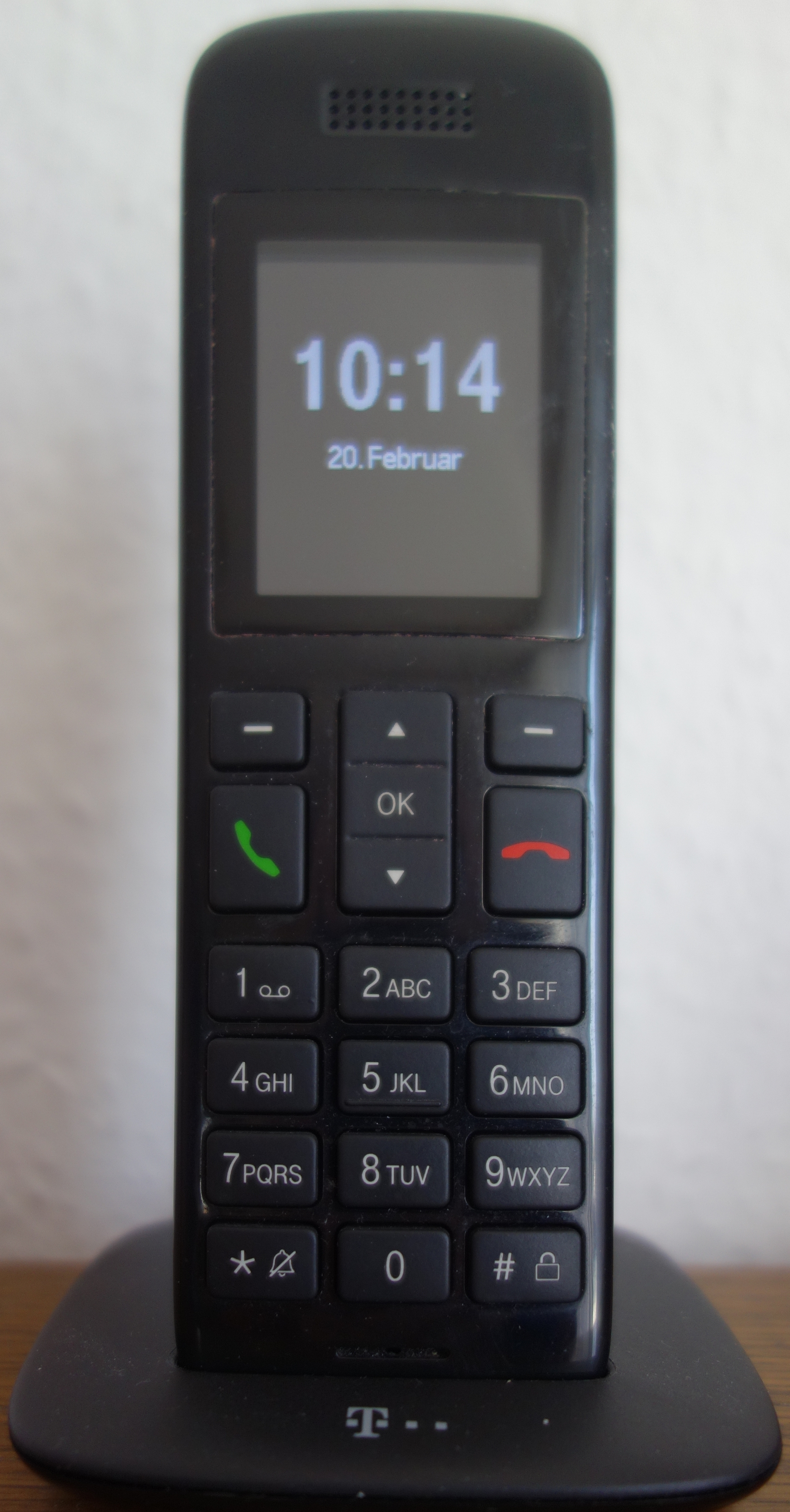
Speedphone 10

Das Speedphone 11, das Speedphone 31 und das Speedphone 51 sind CAT-iq 2.0-zertifizierte DECT-Telefone mit Ladestation, welche an einem Speedport-Router mit eingebauter DECT-Basisstation angemeldet werden; sie sind auch in den Versionen „mit Basis“ und „mit Basis und Anrufbeantworter“ erschienen; Hersteller ist das Unternehmen VTech. Das Speedphone-Modelle 11, 31 und 51 sind die Nachfolgemodelle der Speedphone-Modelle 10, 30 und 50.
Das Speedphone 10, das Speedphone 30 und das Speedphone 50 sind CAT-iq 2.0-zertifizierte DECT-Telefone mit Ladestation, welche an einem Speedport-Router mit eingebauter DECT-Basisstation angemeldet werden; Hersteller ist jeweils das Unternehmen VTech. Sie sind nicht in einer Variante mit eigener Basisstation erschienen.
Das Speedphone 100 ist ein CAT-iq 2.0-zertifiziertes DECT-Telefon mit Ladestation, welches an einem Speedport-Router mit eingebauter DECT-Basisstation angemeldet wird; es wurde von Samsung hergestellt.
Das Speedphone 300 ist ein DECT-Telefon mit Ladestation, welches an Speedport-Router mit integrierter DECT-Basisstation angemeldet wird und für die Telefonie über die analoge Leitung, ISDN oder VoIP genutzt werden kann. Das Speedphone 300 ist für den Betrieb am Speedport W 920V optimiert. Das Speedphone 300 ist nicht CAT-iq 2.0-zertifiziert und daher nicht vollständig mit aktuelleren Speedport-Modellen kompatibel.
Beim Speedphone 500 handelt es sich um ein CAT-iq 2.0-zertifiziertes DECT-Telefon mit Ladestation, welches an einem Speedport-Router mit eingebauter DECT-Basisstation angemeldet wird. Es hat erweiterte Komfortfunktionen wie einen Feedreader und E-Mail-Überwachung. Die Firmware des Gerätes lässt sich vollautomatisch über die DECT-Datenverbindung updaten. Hersteller ist das Unternehmen Samsung.
Das Premiumgerät Speedphone 700 ist ein zertifiziertes CAT-iq 2.0 DECT-Telefon mit Ladestation, welches an Speedport-Router mit integrierter DECT-Basisstation oder anderen passenden DECT-Basisstationen angemeldet wird. Das Speedphone 700 kommt im „Smartphone-Look“ und mit Android als Betriebssystem – es lässt sich über einen Touchscreen bedienen und verfügt über WLAN.
Das Speedphone 700 wurde durch das Speedphone 701 ersetzt, ebenfalls ein zertifiziertes CAT-iq 2.0 DECT-Telefon. Wie das Speedphone 700 wurde es von CCTTECH hergestellt.

## Weitere Telefone der Telekom
Neben der Marke Speedphone vertreibt die Telekom auch Telefone unter den Marken Sinus (derzeit für DECT-Telefone mit analoger Basisstation) und Concept (derzeit für analoge Schnurtelefone). Unter diesen Marken sowie weiteren Marken wie Easy oder Europa wurden in der Vergangenheit auch Telefone, Anrufbeantworter und weitere Endgeräte für verschiedene Anschlussarten, zum Beispiel ISDN, vertrieben.